# Cẩm Giang, Hải Phòng
Cẩm Giang là một xã thuộc thành phố Hải Phòng, Việt Nam.

## Địa lý
Thị trấn Cẩm Giang nằm ở phía tây bắc huyện Cẩm Giàng, có vị trí địa lý:
- Phía đông giáp các xã Cẩm Hoàng, Định Sơn, Tân Trường
- Phía tây giáp xã Ngọc Liên và xã Lương Điền
- Phía nam giáp xã Lương Điền và xã Phúc Điền
- Phía bắc giáp tỉnh Bắc Ninh.

Thị trấn Cẩm Giang có diện tích 10,53 km², dân số năm 2022 là 13.895 người, mật độ dân số đạt 1.319 người/km².
Thị trấn Cẩm Giang được bao bọc ở phía bắc và phía tây bởi một nhánh của sông Thái Bình cùng với con đê uốn quanh. Phía đông và phía nam tiếp giáp với những vùng đất màu mỡ. Thị trấn Cẩm Giang dài nằm dọc tuyến đường sắt Hà Nội - Hải Phòng, có ga Cẩm Giàng trên địa bàn thị trấn.
Thị trấn có cầu sắt Cẩm Giàng dài 35m bắc qua sông Cẩm Giàng từ năm 1901. Cách thành phố Hải Dương khoảng 10 km, cách Hà Nội 40 km, có đường liên tỉnh sang huyện Lương Tài, tỉnh Bắc Ninh.

## Lịch sử
Thị trấn Cẩm Giang có lịch sử gần 400 năm, trong thư tịch cổ thì gọi là Cẩm Giang (sông Gấm), về sau vì kỵ húy của chúa Trịnh Giang nên đọc thành Cẩm Giàng.
Vùng đất Cẩm Giàng có bề dày văn hiến về khoa bảng, trong các cuộc thi qua các triều đại đã có 54 vị đỗ đại khoa. Năm 1655, tại đây đã xây dựng Văn chỉ huyện (là một trong các Văn chỉ có nhiều người đỗ đạt nhất tỉnh thời ấy) để ghi công người xưa.
Đến năm Minh Mạng thứ 19 (1838), lỵ sở huyện Cẩm Giàng ở thôn Trữ La chuyển về khu đất phía đông bắc thôn Kim Quan cũng cùng một xã. Kim Quan trở thành thủ phủ Cẩm Giàng, có huyện đường đông vui sầm uất. Vùng đất đồng bằng, có ngã ba sông, hình thành phố lẻ, chợ nhỏ, nhanh chóng thu hút dân các vùng về đây lập nghiệp.
Năm 1905, đường sắt Hà Nội - Hải Phòng chạy qua chia cắt tự nhiên làng thành 2 phần: thôn Kim Quan và phố Cẩm Giàng cùng nhà ga. Ga Cẩm Giàng trở thành đầu mối quan trọng trung chuyển hành khách và hàng hoá cho cả vùng.
Khoảng năm 1910, đường xe lửa nối liền Cẩm Giàng với Ninh Giang (một huyện của Hải Dương) bắt đầu đi vào hoạt động, đầu tiên là để phục vụ cho việc vận chuyển hàng hóa (hàng hóa chủ yếu là thóc, gạo tới nhà máy xay Ninh Giang được xây dựng rất lớn khi đó, sau khi khai thác một thời gian thì dần dần suy giảm do việc vận chuyển được thực hiện bằng đường thủy nối thẳng từ Ninh Giang về thị xã Hải Dương), việc này làm cho phố Cẩm Giàng càng trở lên sầm uất.
Năm 1925, xảy ra mâu thuẫn về đất cát, quyền lợi của nhân dân và hương lý sở tại. Để giải quyết mâu thuẫn đó, ở đây đã lập ra khu vực hành chính riêng, tách làng thành phố (tức phố thuộc làng).
Trước cách mạng Tháng Tám năm 1945, địa bàn thị trấn Cẩm Giàng thuộc xã Kim Quan, tổng Kim Quan, huyện Cẩm Giàng, tỉnh Hải Dương. Đến tháng 4 năm 1946, xã Kim Giang được thành lập.
Từ năm 1955, phố Cẩm Giàng không còn là huyện lỵ nữa do cơ quan huyện chuyển về Cao Xá, vì vậy về mặt hành chính lúc này phố vẫn trực thuộc xã Kim Giang.
Ngày 19 tháng 9 năm 1958, theo Quyết định 145 của Ủy ban Hành chính Quân khu Tả ngạn, khu phố Cẩm Giàng (thuộc xã Kim Giang) tách ra thành thị trấn Cẩm Giàng.
Ngày 11 tháng 3 năm 1974, điều chỉnh một phần diện tích và dân số của xã Kim Giang để thành lập xã Cẩm Sơn mới thay cho xã Cẩm Sơn cũ vừa giải thể.
Đến năm 2018, thị trấn Cẩm Giàng có diện tích 0,46 km², dân số là 2.117 người, mật độ dân số đạt 4.602 người/km². Xã Kim Giang có diện tích 5,11 km², dân số là 6.191 người, mật độ dân số đạt 1.212 người/km², gồm 6 thôn: Kim Quan, Nguyên Khê, La A, La B, Tú La, Tràng Kênh.
Ngày 16 tháng 10 năm 2019, Ủy ban Thường vụ Quốc hội ban hành Nghị quyết số 788/NQ-UBTVQH14 về việc sắp xếp các đơn vị hành chính cấp huyện, cấp xã thuộc tỉnh Hải Dương (nghị quyết có hiệu lực từ ngày 1 tháng 12 năm 2019). Theo đó, thành lập thị trấn Cẩm Giang trên cơ sở sáp nhập toàn bộ diện tích và dân số của xã Kim Giang và thị trấn Cẩm Giàng.
Ngày 24 tháng 10 năm 2024, Ủy ban Thường vụ Quốc hội ban hành Nghị quyết số 1250/NQ-UBTVQH15 về việc sắp xếp đơn vị hành chính cấp xã của tỉnh Hải Dương giai đoạn 2023 – 2025 (nghị quyết có hiệu lực từ ngày 1 tháng 12 năm 2024). Theo đó, sáp nhập toàn bộ 4,96 km² diện tích tự nhiên, quy mô dân số là 4.260 người của xã Thạch Lỗi vào thị trấn Cẩm Giang.
Thị trấn Cẩm Giang có 10,53 km² diện tích tự nhiên và quy mô dân số là 13.895 người.

## Kinh tế
Với lợi thế "cận thị, cận giang" và lại là trung tâm huyện lỵ, buôn bán, giao thông đầu mối, lúc này, tuy phố đã tách khỏi làng nhưng vẫn trực thuộc xã, phố Cẩm Giàng là một trong những phố huyện sầm uất nhất tỉnh lúc đó.
Hiện tại trung tâm huyện lỵ đã được chuyển về thị trấn Lai Cách nên thị trấn Cẩm Giang chỉ còn đóng vai trò là một trung tâm kinh tế của huyện Cẩm Giàng.

## Văn hóa

### Người nổi tiếng
- Nhất Linh
- Hoàng Đạo
- Thạch Lam
- Tự Lực văn đoàn

### Di tích
- Quán Tú La: Là một di tích lịch sử, văn hóa gắn liền với câu chuyện đòn gánh đánh Tây huyền thoại. Quán nằm ở khu dân cư Tú La.[6]
- Đình Trữ La: Là một di tích kiến trúc nghệ thuật cấp quốc gia nằm ở khu dân cư La A.
- Đình chùa Kim Quan: là di tích lịch sử quốc gia nằm tại khu dân cư Kim Quan
- Đình làng Tràng Kênh.